# Dark Mirror ov Tragedy
Dark Mirror ov Tragedy（韓語：다크 미러 오브 트레지디）是一支韓國交響黑金屬樂團，於2003年成立，現為六人編制，團名象徵了中世紀預言家諾斯特拉達穆斯從鏡中窺見的闇黑未來。
樂團早年的編制多達七人，包括固定的小提琴手及鍵盤手，甚至還有大提琴手；動輒長達十分鐘的交響樂章式編曲，揉合了陰冷的歌德式黑金屬、史詩般淒美的弦樂和鋼琴，再加上大量的新古典結他演奏，使得DMOT常被譽為韓國的Dimmu Borgir或Cradle of Filth。

## 樂團經歷
Dark Mirror ov Tragedy 於2005年推出首張同名專輯，2009年與香港極端金屬廠牌Trinity Records簽約，並於同年9月發行了專輯《The Pregnant Of Despair》，隔年2月發行了《Under A Withered Branch》。
2014年6月透過意大利廠牌WormHoleDeath發行了專輯《The Lunatic Chapters of Heavenly Creatures》，同年10月再聯同盟友日本黑金屬樂團 Ethereal Sin推出合輯《Arcane of Ancient Asia》。2018年推出的專輯《The Lord Ov Shadows》則是由Fleshgod Apocalypse御用的Stefano Morabito負責混音。
2019年，樂團憑藉《The Lord Ov Shadows》奪得第16屆韓國大眾音樂賞（KMA）的「最優秀金屬＆硬蕊專輯」獎。2021年2月初，樂團受邀為「Naver Onstage」以live形式錄製三首音樂作品，作為首支登上「Onstage」舞台的韓國黑金屬樂團，DMOT旋即在多國聽眾間引起極大迴響。

## 樂團成員[1][2][19]
DMOT最初是只有隊長M.pneuma一人的樂團，在尋找唱片公司發行首張專輯的過程中，為了錄音而陸續加入了其他成員。如今仍在樂團中的原始成員有︰M.Pneuma、Confyverse和Senyt。

### 現任成員
主唱︰M.pneuma（全寫為Material Pneuma）
結他手︰Senyt
結他手︰Zahaquiel
貝斯手︰Reverof
鼓手︰Confyverse
鍵盤手︰Genie

### 已離開成員
結他手︰Gash、Kree、John
貝斯手︰John、Esrune
鼓手︰Ecxtacy One、Jyn
鍵盤手︰Adornance、Katastroph、Dyve、Zyim
小提琴手︰Sacrespond、Arthenic
大提琴手︰Arthenic

## 演出大事記
| 單獨公演      |              |                   | |
| 日期          | 演唱會地點   | 舉行場地          | 演出陣容 |
| 2010年2月27日 | 首爾         | 想像庭院          | 「The Pregnant of Despair Tour 2010 in Seoul」 演出嘉賓︰Method、Oathean                                                       |
|               |              |                   | |
| 2015年2月28日 | 首爾         | Dream Hall        | 「The Lunatic Chapters of Heavenly Creatures – Live in Seoul」（樂團組成十二周年單獨公演） 演出嘉賓︰Ethereal Sin（日本）、Won |
|               |              |                   | |
| 2019年12月6日 | 马来西亚檳城 | Dust Hall Studios | 「The Lord Ov Shadows – Southeast Asia Mini Tour 2019」                                                                        |
| 2019年12月8日 | 新加坡       | The Red Lantern   | 「The Lord Ov Shadows – Southeast Asia Mini Tour 2019」                                                                        |

| 海外演出︰亞洲 |            |                                        | |
| 日期           | 演唱會地點 | 舉行場地                               | 演出陣容 |
| 2009年12月5日  | 香港       | 蒲吧                                   | 「Tomahawk Metal Fest VI」 與香港樂隊 Silent Chamber、Thornslaughter、Broken Lighter、Weeping Rose 共同演出                                                                                        |
|                |            |                                        | |
| 2014年9月28日  | 中国北京   | 愚公移山                               | 「METAL DAY 2014 之金屬三國」 與顛覆M（中國）及Ethereal Sin（日本）共同演出 |
|                |            |                                        | |
| 2014年10月2日  | 釜山       | Club Realize                           | 「CATAMENIA Japan / Korea Tour 2014」 與Ethereal Sin（日本）一起支援芬蘭樂團CATAMENIA在日本及韓國的巡迴演出 其他支援樂團包括︰ Method（首爾場） Ancient Myth（東京場） Veiled in Scarlet（大阪場） |
| 2014年10月3日  | 首爾       | V-Hall                                 | 「CATAMENIA Japan / Korea Tour 2014」 與Ethereal Sin（日本）一起支援芬蘭樂團CATAMENIA在日本及韓國的巡迴演出 其他支援樂團包括︰ Method（首爾場） Ancient Myth（東京場） Veiled in Scarlet（大阪場） |
| 2014年10月4日  | 日本東京   | Shibuya Cyclone                        | 「CATAMENIA Japan / Korea Tour 2014」 與Ethereal Sin（日本）一起支援芬蘭樂團CATAMENIA在日本及韓國的巡迴演出 其他支援樂團包括︰ Method（首爾場） Ancient Myth（東京場） Veiled in Scarlet（大阪場） |
| 2014年10月5日  | 日本大阪   | The Live House SOMA                    | 「CATAMENIA Japan / Korea Tour 2014」 與Ethereal Sin（日本）一起支援芬蘭樂團CATAMENIA在日本及韓國的巡迴演出 其他支援樂團包括︰ Method（首爾場） Ancient Myth（東京場） Veiled in Scarlet（大阪場） |
|                |            |                                        | |
| 2015年5月8日   | 日本大阪   | Shinsaibashi Drop                      | 「INSOMNIUM Japan Tour 2015」 與獄無聲（台灣）一起支援芬蘭樂團 INSOMNIUM在日本的演出，東京場支援樂團為Nameless One                                                                                 |
| 2015年5月9日   | 日本東京   | KINGSX TOKYO                           | 「INSOMNIUM Japan Tour 2015」 與獄無聲（台灣）一起支援芬蘭樂團 INSOMNIUM在日本的演出，東京場支援樂團為Nameless One                                                                                 |
|                |            |                                        | |
| 2015年10月17日 | 臺灣台北   | 花博公園                               | 「ROCK BANDOH! 搖滾辦桌」 受邀參與演出的50多個樂團分別來自7個國家，其中更包括DIR EN GREY（日本）和血肉果汁機（台灣）等知名樂團                                                                     |
|                |            |                                        | |
| 2016年8月19日  | 日本大阪   | The Live House SOMA                    | 「Anaal Nathrakh Japan Tour」 與Bloody Tyrant暴君一起支援英國樂團 Anaal Nathrakh在日本的演出 其他支援樂團包括︰ Ethereal Sin（靜岡場、東京場） Herrshaft（靜岡場） CRUCEM（東京場）                |
| 2016年8月20日  | 日本靜岡   | SUNASH                                 | 「Anaal Nathrakh Japan Tour」 與Bloody Tyrant暴君一起支援英國樂團 Anaal Nathrakh在日本的演出 其他支援樂團包括︰ Ethereal Sin（靜岡場、東京場） Herrshaft（靜岡場） CRUCEM（東京場）                |
| 2016年8月21日  | 日本東京   | 代官山 UNIT                            | 「Anaal Nathrakh Japan Tour」 與Bloody Tyrant暴君一起支援英國樂團 Anaal Nathrakh在日本的演出 其他支援樂團包括︰ Ethereal Sin（靜岡場、東京場） Herrshaft（靜岡場） CRUCEM（東京場）                |
|                |            |                                        | |
| 2018年8月3日   | 日本東京   | 新宿WildSide Tokyo                     | 「Tenebrae solemnis vol.5 - Asian Black Metal Tour」 與Ethereal Sin（日本）、驚叫基督（中國）、Pure（日本）共同演出，名古屋場的特別嘉賓為CLANDESTINED                                              |
| 2018年8月4日   | 日本名古屋 | 上前津 Club Zion                       | 「Tenebrae solemnis vol.5 - Asian Black Metal Tour」 與Ethereal Sin（日本）、驚叫基督（中國）、Pure（日本）共同演出，名古屋場的特別嘉賓為CLANDESTINED                                              |
| 2018年8月5日   | 日本大阪   | 堀江ヒルズパン工場（Hill's Pan Kojyo） | 「Tenebrae solemnis vol.5 - Asian Black Metal Tour」 與Ethereal Sin（日本）、驚叫基督（中國）、Pure（日本）共同演出，名古屋場的特別嘉賓為CLANDESTINED                                              |
|                |            |                                        | |
| 2019年3月23日  | 香港       | MOM Livehouse                          | 「Dark Mirror ov Tragedy & Ethereal Sin Tour in Hong Kong」 與 Ethereal Sin（日本）及香港支援樂隊 Human Betrayer共同演出                                                                           |
|                |            |                                        | |
| 2019年9月21日  | 臺灣台北   | PIPE Live Music                        | 「暴君十年」 與Bloody Tyrant 暴君（台灣）、Sacrifire 奉獻之火（台灣）與Rakshasa（日本）共同演出 |

| 海外演出︰歐洲 |                     |                    | |
| 日期           | 演唱會地點          | 舉行場地           | 演出陣容 |
| 2020年2月15日  | 德国科特布斯        | Muggefug           | 「European Eclipse Tour 2020」 首次歐巡，與波蘭樂團DEVILISH IMPRESSIONS及芬蘭樂團BLACK ROYAL共同演出                                                                    |
| 2020年2月16日  | 德国哥利茲          | JKZ BASTA!         | 「European Eclipse Tour 2020」 首次歐巡，與波蘭樂團DEVILISH IMPRESSIONS及芬蘭樂團BLACK ROYAL共同演出                                                                    |
| 2020年2月17日  | 捷克亞羅梅日        | Nároďák            | 「European Eclipse Tour 2020」 首次歐巡，與波蘭樂團DEVILISH IMPRESSIONS及芬蘭樂團BLACK ROYAL共同演出                                                                    |
| 2020年2月18日  | 奥地利薩爾茨堡      | Rockhouse          | 「European Eclipse Tour 2020」 首次歐巡，與波蘭樂團DEVILISH IMPRESSIONS及芬蘭樂團BLACK ROYAL共同演出                                                                    |
| 2020年2月19日  | 捷克布爾諾          | Melodka            | 「European Eclipse Tour 2020」 首次歐巡，與波蘭樂團DEVILISH IMPRESSIONS及芬蘭樂團BLACK ROYAL共同演出                                                                    |
| 2020年2月20日  | 羅馬尼亞蒂米什瓦拉  | Capcana            | 「European Eclipse Tour 2020」 首次歐巡，與波蘭樂團DEVILISH IMPRESSIONS及芬蘭樂團BLACK ROYAL共同演出                                                                    |
| 2020年2月21日  | 奥地利維也納        | Escape Metalcorner | 「European Eclipse Tour 2020」 首次歐巡，與波蘭樂團DEVILISH IMPRESSIONS及芬蘭樂團BLACK ROYAL共同演出                                                                    |
| 2020年2月22日  | 奥地利格拉茨        | Club Q             | 「European Eclipse Tour 2020」 首次歐巡，與波蘭樂團DEVILISH IMPRESSIONS及芬蘭樂團BLACK ROYAL共同演出                                                                    |
| 2020年2月23日  | 波蘭別爾斯科-比亞瓦 | Rudeboy Club       | 「European Eclipse Tour 2020」 首次歐巡，與波蘭樂團DEVILISH IMPRESSIONS及芬蘭樂團BLACK ROYAL共同演出                                                                    |
| 2020年2月24日  | 波蘭華沙            | VooDoo Club        | 「European Eclipse Tour 2020」 首次歐巡，與波蘭樂團DEVILISH IMPRESSIONS及芬蘭樂團BLACK ROYAL共同演出                                                                    |
|                |                     |                    | |
| 2023年1月13日  | 荷蘭雷瓦登          | Neushoorn          | 「THE LORD OV SHADOWS TOUR 2023」 作為表演嘉賓，與Ethereal Sin（日本）一同參與了意大利樂團Fleshgod Apocalypse、希臘樂團W.E.B.及 匈牙利樂團Nest of Plagues的歐洲巡迴演出 |
| 2023年1月14日  | 比利时福爾瑟拉爾    | De Dreef           | 「THE LORD OV SHADOWS TOUR 2023」 作為表演嘉賓，與Ethereal Sin（日本）一同參與了意大利樂團Fleshgod Apocalypse、希臘樂團W.E.B.及 匈牙利樂團Nest of Plagues的歐洲巡迴演出 |
| 2023年1月15日  | 英国倫敦            | Underworld         | 「THE LORD OV SHADOWS TOUR 2023」 作為表演嘉賓，與Ethereal Sin（日本）一同參與了意大利樂團Fleshgod Apocalypse、希臘樂團W.E.B.及 匈牙利樂團Nest of Plagues的歐洲巡迴演出 |
| 2023年1月16日  | 英国曼徹斯特        | Rebellion          | 「THE LORD OV SHADOWS TOUR 2023」 作為表演嘉賓，與Ethereal Sin（日本）一同參與了意大利樂團Fleshgod Apocalypse、希臘樂團W.E.B.及 匈牙利樂團Nest of Plagues的歐洲巡迴演出 |
| 2023年1月17日  | 法國巴黎            | Trabendo           | 「THE LORD OV SHADOWS TOUR 2023」 作為表演嘉賓，與Ethereal Sin（日本）一同參與了意大利樂團Fleshgod Apocalypse、希臘樂團W.E.B.及 匈牙利樂團Nest of Plagues的歐洲巡迴演出 |
| 2023年1月18日  | 瑞士普拉特恩        | Z7                 | 「THE LORD OV SHADOWS TOUR 2023」 作為表演嘉賓，與Ethereal Sin（日本）一同參與了意大利樂團Fleshgod Apocalypse、希臘樂團W.E.B.及 匈牙利樂團Nest of Plagues的歐洲巡迴演出 |
| 2023年1月20日  | 義大利米蘭          | Slaughter Club     | 「THE LORD OV SHADOWS TOUR 2023」 作為表演嘉賓，與Ethereal Sin（日本）一同參與了意大利樂團Fleshgod Apocalypse、希臘樂團W.E.B.及 匈牙利樂團Nest of Plagues的歐洲巡迴演出 |
| 2023年1月21日  | 法國利摩日          | CCM John Lennon    | 「THE LORD OV SHADOWS TOUR 2023」 作為表演嘉賓，與Ethereal Sin（日本）一同參與了意大利樂團Fleshgod Apocalypse、希臘樂團W.E.B.及 匈牙利樂團Nest of Plagues的歐洲巡迴演出 |
| 2023年1月22日  | 西班牙畢爾包        | Zorrotzako         | 「THE LORD OV SHADOWS TOUR 2023」 作為表演嘉賓，與Ethereal Sin（日本）一同參與了意大利樂團Fleshgod Apocalypse、希臘樂團W.E.B.及 匈牙利樂團Nest of Plagues的歐洲巡迴演出 |
| 2023年2月3日   | 首爾                | West Bridge        | 為知名挪威黑金屬樂團Mayhem擔任亞洲巡演首爾場的開場嘉賓 |

## 作品列表

### 專輯[40][41][2]
| 年份   | 專輯名稱                                                                                      | 曲目 |
| 2005年 | 《Dark Mirror ov Tragedy》 - 發行日期: 2005年4月1日                                           | 曲目 1. Come Across 2. Perfume of Death 3. Iced Place 4. Nothing... (翻唱 Metallica的《Nothing Else Matters》） 5. Attempt Suicide 6. Through the Mist That Reigns 7. Possession (Lord ov Shadows Part 1) |
| 2009年 | 《The Pregnant of Despair》 - 發行日期: 2009年9月1日                                          | 曲目 1. The Formative Period 2. Ashen Requiem, a Dirgeful Grace 3. Mournful Death to Everyone 4. Proceeding into Somewhere 5. Angel's Ascension 6. Blood Embracing Stigma 7. The Inevitability Gash 8. Feed the Fire in a Blind Alley (Conclusion of Subjective Compulsion) 9. Prelude for the Sphere 10. The Pregnant of Despair (Lord ov Shadows Part 2) |
| 2010年 | 《Under a Withered Branch》 - 發行日期: 2010年2月27日                                         | 曲目 1. Crypts of Eternity (Slayer 翻唱) 2. Perfume of Death (Atmospheric Conversion) 3. In the Anguish of Calm (Re Attempt Suicide) 4. Through the Mist That Reigns (Atmospheric Conversion) 5. When the Cape of Heaven Appears |
| 2011年 | 《Dark Mirror ov Tragedy》（日版） - 發行日期: 2011年8月17日                                  | 曲目 1. Come Across 2. Perfume of Death 3. Iced Place 4. Nothing... (翻唱 Metallica的《Nothing Else Matters》） 5. Attempt Suicide 6. Through the Mist That Reigns 7. Possession (Lord ov Shadows Part 1) 8. The Gray Whisper in Your Ruins 9. Ashen Requiem, a Dirgeful Grace (Live) 10. When the Cape of Heaven Appears |
| 2014年 | 《The Lunatic Chapters of Heavenly Creatures》 - 發行日期: 2014年6月18日                      | 曲目 1. Thy Sarcophagus 2. Unwritten Symphony 3. Dancing in the Burning Mirror 4. Ichnography on Delusion 5. Virtuoso of the Atmosphere 6. Perish by Luminos Dullness 7. The Constellation of Shadows 8. The Name of Tragedy 9. The Noumenon I Carved |
| 2014年 | 《Arcane of Ancient Asia》（與日本盟友Ethereal Sin共同發行的合輯） - 發行日期: 2014年10月31日 | 曲目 1. Ethereal Sin – 咎人譚（Tales of Sinners） 2. Ethereal Sin – 飯綱と共に（With My Izuna） 3. Ethereal Sin – 蠱毒（Curse by the Venom Insects） 4. Ethereal Sin – 焔舞う（Blaze Dancing） 5. Ethereal Sin – 逆凪（Retaliation of Black Arts） 6. Ethereal Sin – 儚戦録（War Remembrance） 7. Ethereal Sin – 終の旅路（Faram, Journey to the End） 8. Dark Mirror ov Tragedy – Toward the Twilight of Ancient Times 9. Dark Mirror ov Tragedy – Red Empyrean Falls 10. Dark Mirror ov Tragedy – Through the Anima of Night 11. Dark Mirror ov Tragedy – The Sea Fog that Binds My Flesh 12. Dark Mirror ov Tragedy – ...and Though Shall Witness Our Vanishing Moment |
| 2018年 | 《The Lord Ov Shadows》 - 發行日期: 2018年9月19日                                             | 曲目 1. Chapter I. Creation of the Alter Self 2. Chapter II. Possession 3. Chapter III. The Annunciation in Lust 4. Chapter IV. Acquainted with the Nocturnal Devastation 5. Chapter V. I Am the Lord ov Shadows |

### 公演專輯
| 年份   | 種類      | 專輯名稱                                               | 內容                                |
| 2019年 | USB隨身碟 | 《Encaptured By The Shadow》 - 發行日期: 2019年8月31日 | 內容 1. The Lord Ov Shadows (41:17) |

## 外部連結
- 官方網站 （页面存档备份，存于）
- 官方Facebook專頁 （页面存档备份，存于）
- 官方Twitter （页面存档备份，存于）
- 官方Instagram
- 官方YouTube頻道 （页面存档备份，存于）
- Daum Cafe （页面存档备份，存于）